# Косма III (патриарх Константинопольский)
Патриа́рх Косма́ III Виза́нтиос, Косма II (греч. Πατριάρχης Κοσμάς Βυζάντιος; ум. 1736) — епископ Александрийской, Константинопольской и Синайской православных церквей, в 1714—1716 годы — Патриарх Константинопольский; с 1712 по 1714 и с 1723 по 1736 годы — папа и патриарх Александрийский; c 1703 по 1706 годы — Архиепископ Синайский.

## Биография
Около 1700 года уже жил в Синайском монастыре, где был преподавателем и проповедником.
11 (22) апреля 1703 года был хиротонисан во епископа с возведением в сан архиепископа Синайского.
С 2 февраля 1706 года — митрополит Клавдиопольский.
Желая стать Патриархом Александрийским, но не имея для того достаточной поддержки, отправился в Константинополь искать счастья там. В 1711 году Священный Синод Константинопольской Православной церкви в нарушение канонов избрал Косму Александрийским Патриархом, несмотря на то, что сама Александрийская церковь избрала патриархом Самуила.
28 февраля 1714 года оставил Александрийский престол так как был избран патриархом Константинопольским.
23 марта 1716 года отрешён от кафедры и сослан в Синай, где занимался важным трудом по организации монастырской библиотеки.
После смерти патриарха Самуила в 1723 году повторно избран патриархом Александрийским, как Косма II. Пробыл на Александрийской кафедре до своей смерти в 1736 году.